# Stressforskningsinstitutet
Stressforskningsinstitutet är sedan 1 oktober 2007 ett kunskapscentrum inom området stress och hälsa vid Stockholms universitet. Institutet bedriver både grundforskning och tillämpad forskning på ett tvärvetenskapligt och tvärmetodologiskt sätt. Målet är att studera hur individer och grupper påverkas av olika sociala miljöer, med särskilt fokus på stressreaktioner och hälsa. Frågeställningarna handlar om stressens orsaker, mekanismer, utfall, åtgärder och behandling, där även metodutveckling ingår. Inom institutet finns ett stresslaboratorium med möjlighet att mäta variationer i vakenhet, sömnmönster, hjärtfrekvens, blodtryck och andning samt analysera kortisol och andra hormoner i saliv. Långsiktigt är forskningens mål att bidra till en förbättrad folkhälsa.
Verksamheten var tidigare förlagd till Institutet för Psykosocial Medicin (IPM), som var en egen myndighet. I juni 2007 beslöt riksdagen att IPM skulle avvecklas som myndighet och att huvuddelen av verksamheten överföras till universitets- och högskolesektorn med Stockholms universitet som ny huvudman. Andra delar av IPM överfördes till Karolinska institutet. Bakgrunden var bedömningen att den psykosociala forskningen inte längre behövde det särskilda skydd som en myndighetsorganisation hade utgjort, utan att den bättre kunde bedrivas inom det sedvanliga forskningsväsendet. Vid övergången till Stockholms universitet bytte IPM namn till Stressforskningsinstitutet, vilket riktigare angav verksamhetens innehåll och fokus. 
Följande forskningsteman finns representerade:
- stressens epidemiologi och samband med hälsa och sjukdom i olika befolkningsgrupper
- sömn, trötthet och återhämtning med speciellt fokus på effekter av stress och utbrändhet på sömnen samt effekter av skiftarbete på sömn och vakenhet/säkerhet.
- utmattnings- och utbrändhetsliknande tillstånd och metoder för att introducera diagnos och behandling av stressrelaterade sjukdomar,
- arbetslivets organisation och föränderlighet och dess påverkan på hälsa, livskvalitet och sjukfrånvaro med speciellt fokus på coping, ledarskap och interaktionen mellan - arbete och privatliv.
- posttraumatiska stressyndrom som drabbar människor som utsatts för traumatiska händelser vid till exempel rån, hot, våld, naturkatastrofer eller krig/konflikter.
- psykosomatiska sjukdomsmekanismer som uppkommer i samspelet mellan den sociala miljön och individen.
- barns och ungas psykosociala hälsa med fokus på stress, trauma och sårbarhet
- migration och integration och påverkan på den psykosociala hälsan hos asylsökande, flyktingar och andra utrikes födda.